# Konstitution (kemi)
Konstitution avser en polymerkedjas kemiska uppbyggnad, till exempel om molekylen är en homopolymer eller sampolymer, hur nätverket ser ut med mera.